# Equipe camaronesa na Copa Davis
A equipe camaronesa na Copa Davis representa Camarões na Copa Davis, principal competição de tênis masculina por equipes do mundo. É administrada pela Fédération Camerounaise de Tennis.